# Лето 1943 года
«Лето 1943 года» — советский фильм 1967 года режиссёра Маргариты Касымовой, по мотивам автобиографичной повести Пулода Толиса «Лето».

## Сюжет
Кажется, что в фильме «Лето 1943 года» ничего особенного не происходит. Ну, хотел мальчишка сбежать на фронт. Не удалось. Ну, попал он в лапы тунеядца — ведь были у нас и такие люди, они еще есть, к сожалению, и сейчас. В трудные годы войны были ведь проблемы куда труднее! Но особо отметим, что М. Касымова, следуя духу повести П. Толиса, сумела так построить киноповествование, что зритель с волнением следит за каждым поступком главного героя, и постепенно проникается симпатиями к наблюдательному, смышленому мальчику, болеет за его дальнейшую судьбу. Удачными нам кажутся в фильме и эпизод с продажей мыла, сцена с портретом отца Хасана, его «видение», и безмолвные, но прекрасные свидания с русской девушкой, несколько символичный финал…
Лето 1943 года. Таджикистан. Линия фронта очень далеко, но война сказывается и здесь — сюда прибывают эшелоны эвакуированных и раненных, а на фронт идут эшелоны новобранцев. Тыловая жизнь тоже трудна, самоотверженная работа женщин и детей на нужды фронта, при нужде во всём, в элементарных в мирную жизнь вещах, скудность и дороговизна продуктов на рынках.
Отец Хасана ушёл на фронт, и 13-летний мальчик попадает в дом к дяде Абдулатифу — торговцу на местном рынке. Хасан помогает дяде, и ему нравится ездить закупать огурцы, виноград. Здесь на рынке дядя преподаёт племяннику урок «настоящей практической жизни» — покупает по дешёвой цене огурцы, чтобы завтра продать их гораздо дороже. Хасан со временем втягивается в дядины дела, начинает понимать толк в рыночных операциях, и даже сам предлагает дяде новые спекулятивные махинации.

Всё отчетливее вырисовывается образ отвратительного тунеядца и спекулянта Абдулатифа. Но неопытный, доверчивый мальчик, сначала под влиянием своих друзей, потом под влиянием жизни и всего окружения начинает прозревать. Ему становится не по душе затхлый и эгоистичный мир дяди-барышника.
Постепенно Хасан осознаёт, что «очень выгодно» торгуя на рынке, они с дядей обманывают матерей и жён фронтовиков, инвалидов…
Рыночная философия дяди становится в противоречие с нравственными установками мальчика, с полученным от отца воспитанием, и однажды муки совести одолевают Хасана, когда он по спекулятивной цене продаёт мыло безрукому фронтовику…

## В ролях
- Миравзал Миршакаров — Хасан
- Алим Рахимов — Карим
- Нозукмо Шомансурова — мать
- Махмуд Тахири — дядя Абдулатиф
- Олег Тулаев — Касым, друг Хасана
- Хабибулло Абдуразаков — начальник милиции

## Литературная основа
Фильм снят по мотивам повести таджикского писателя Пулода Толиса «Лето» («Тобистон»). Повесть — автобиографична, большинство её персонажей имеют реальные прототипы, время и место действия в повести конкретны — лето 1943 года, посёлок Чорчинор и село Зарчашма, на Севере Таджикистана. Пулод Толис — сын учителя Пулоджона Бобоева, одного из первых таджикских коммунистов, организатора комсомольских ячеек в Худжанде, рано оставшись без отца, перед войной был вынужден бросить школу и в 1940-е годы мальчишкой сменил множество профессий.
Повесть считается главным произведением писателя, над ней он работал четыре года, впервые была опубликована в 1959 году в журнале «Шарки Сурх» («Красный Восток»), сразу была переведена на русский язык и опубликована в журнале «Дружба народов», а в 1960 году была издана всесоюзным издательством «Детская литература», переведена на ряд языков народов СССР.
Произведение, как обозначившее новый качественный сдвиг в психологизме таджикской прозы, по словам академика М. Шакури — «направленное на внутренний мир человека», получило высокую оценку критики, заняло достойное место не только в таджикской, но и во всесоюзной литературе.

## Критика
Фильм — дебютный полнометражный художественный фильм режиссёра Маргариты Касымовой, признанный критикой её успешной работой:

Кинодебютом Маргариты Касымовой был короткометражный фильм «Сабина», который не принес ей успеха. Но она не впала в уныние. Работала вторым режиссёром. Училась практике производства. Думала, набиралась сил. И вот её первая самостоятельная большая режиссёрская работа — фильм «Лето 1943 года». Он интересен попыткой проникнуть во внутренний мир человека, проследить процессы, сопутствующие становлению юной личности.— Искусство кино, 1969
Работа молодого режиссёра была названа критикой кропотливой, добросовестной, и при этом удачной экранизацией: «настоящее профессиональное кинопрочтение произведения прозы», при этом отмечены и некоторые просчёты, идущие от боязни режиссёра быть тривиальной в решении основного конфликта, и от желания по-своему подать материал, ведущие к ошибкам:

Есть потери. Но есть и режиссёрское утверждение своего видения событий. И это видение не противоречит замыслу писателя, а утверждает его, делает средствами кино зримым, наглядным процесс формирования характера. Режиссёр избегает поверхностных, примелькавшихся, лобовых решений темы. Она не показывает войны, даже в ретроспекциях, но во всей конкретности воспроизводит существенные детали таджикского национального быта тех суровых лет и общие приметы военного времени, присущие всей нашей стране. Поэтому мы чувствуем войну во всем — и в сцене проводов солдат-новобранцев, и в эпизоде с получением «черных писем» — извещений о гибели близких, в многолюдном, но скудном базаре…
Высоко оценена работа всех участников съемок: достоверное исполнение роли М. Миршакаровым, убедительная игра М. Тахири, музыка в фильме — «безусловно, хороша, не только сопровождает действие, но несет серьёзную драматургическую нагрузку», а также работа оператора — опытного и заслуженного Б. Середина, помогшего дебюту режиссёра:

Хочется сказать о работе оператора. Своей внешне неэффектной, почти «незаметной», но очень достоверной камерой он помог молодому режиссёру создать правдивое кинопроизведение, напитать его приметами подлинной жизни.